# Museo Arqueológico Antonini
El Museo Arqueológico Antonini se encuentra en la ciudad peruana de Nazca, en la Avenida de la Cultura 600. Contiene gran parte de los hallazgos recuperados por la misión italiana denominada Proyecto Nasca 1982-2011. Todo el material expuesto pertenece a un contexto arqueológico bien documentato y explicado a los visitantes. El Museo Arqueológico Antonini, administrado por el Centro Italiano Studi e Ricerche Archeologiche Precolombiane (CISRAP) a cargo del arqueólogo italiano Giuseppe Orefici,, conserva y estudia el patrimonio arqueológico del área de Nasca, procedente de los trabajos de investigación arqueológicas que vienen realizándose por el "Proyecto Nasca" en el centro ceremonial de Cahuachi y otros importantes yacimientos del Valle del Río Nazca ya desde el 1982. Por lo tanto cada muestra pertenece a un contexto seguro, documentado científicamente, completa de todas sus asociaciones culturales.
El conjunto museológico se desarrolla en una superficie interior de 750 m² y un parque arqueológico al aire libre de 1600 m², donde destaca el importante Acueducto de Bisambra, vestigio del ingenio de los antiguos pobladores en el campo de la ingeniería hidráulica.
En el parque arqueológico se presentan reconstrucciones de tumbas, en tamaño natural, con imitaciones de los entierros y su ajuar funerario, unas reproducciones de las micropinturas rupestres de Huayhua y una fiel maqueta de los geoglifos de la Pampa de Nasca.

## Exposición

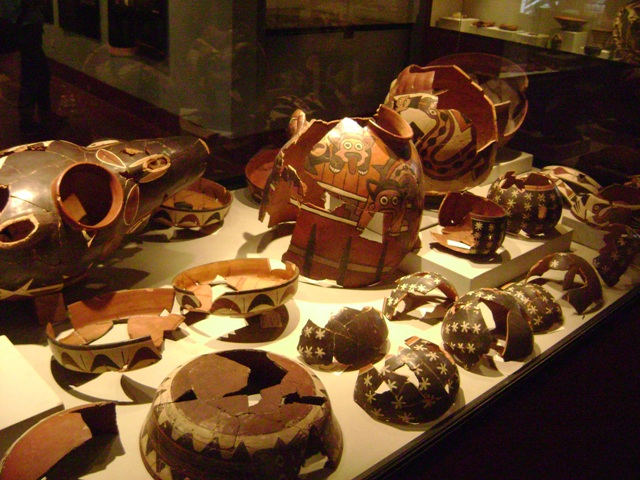

El recorrido se basa en un criterio que tiene en cuenta varios aspectos que condicionaron el desarrollo de las sociedades que poblaron el valle de Nasca y el territorio colindante. Unos de los más importantes fue el medio ambiente,  en el cual el hombre de la cuenca del río Grande de Nasca aprendió a manejar los recursos naturales. Otro fue la forma de utilizar y transformar el espacio físico a disposición con finalidades económicas,  de control político y religioso.
La primera sala del Museo introducen a la sección dedicada al ambiente y a la descripción de los principales sitios y monumentos arqueológicos del área: Pueblo Viejo, Cahuachi, Estaquería, Paredones y los acueductos o galerías filtrantes. Los hallazgos expuestos comprenden especímenes de plantas cultivadas,  recuperadas durante las excavaciones y algunas muestras de recipientes cerámicos pertenecientes a distintos momentos cronológicos y culturales de los sitios investigados. En los paneles que ilustran esta sección hay cuadros cronológicos, mapas, fotografías aéreas, imágenes de los principales sitios arqueológicos y una amplia descripción del arte rupestre presente en el territorio de Nasca y Palpa, con reproducciones de los dibujos más significativos. Luego viene una sección dedicada a los geoglifos, con una rica variedad de imagines y dibujos soportados por textos descriptivos e interpretativos.
De aquí en adelante el museo analiza la todos los aspectos de la sociedad nazca. Los objetos que sabemos estuvieron asociados a otros o con el lugar donde fueron ubicados permiten reconstruir con alto grado de aproximación detalles de la vida cotidiana, de la economía y de la organización de las gentes cuya producción contemplamos.
Las tres amplias salas que siguen están dedicadas a los sitios de San José, Pueblo Viejo y Cahuachi, con una rica exposición de ceramios, textiles, artefactos de hueso, concha, madera, barro, las obras de cestería, los mates pirograbados, los restos óseos y vegetales, todos proceden de contextos específicos, estudiados sistemáticamente con métodos adecuados.
Para lograr una presentación didáctica de las técnicas constructivas adoptadas en el campo de la arquitectura nasca, el museo cuenta en algunas reconstrucciones de elementos de mampostería, de columnas, de las típicas escaleras,  hasta de los diafragmas más simples, como las paredes de quincha. Para poder entender la monumentalidad que obtuvo Cahuachi en la fase de su máximo esplendor se puede admirar la reconstrucción en escala 1:1 de una parte del frontis norte del templo del escalonado, descubierto en el 1987.
Las prácticas ceremoniales y los rituales asociados a los entierros o a los momentos constructivos están representados por una importante colección de cabezas-trofeo y de ofrendas de distinta naturaleza, además de la reconstrucción de una tumba conteniendo un fardo original.
También la textilería, una de las artes en las cuales los Nasca alcanzaron gran prestigio, está representada por unas piezas que son únicas por los elementos iconográficos que las caracterizan. La música también tuvo gran importancia especialmente si la consideramos como elemento necesario al cumplimiento de rituales durante las ceremonias oficiadas en Cahuachi o durante acciones relacionadas con ritos funerarios.
El museo cuenta con uno de los más importantes conjuntos de antaras de cerámica existente al mundo. La última sala comprende materiales pertenecientes a las fases medias y finales de Nasca, recuperados durante las excavaciones en Estaquería y en el sector más tardío de Pueblo Viejo. También están expuestos artefactos de los sitios investigados en otros valles, los de Usaka, Santa Clara, Jumana. Lo que se refiere al Periodo Intermedio Tardío, anterior a la dominación incaica pertenece prevalentemente a la ciudad perdida de Huayurí, excavada en 1984 y 1985 y al sector correspondiente a la ocupación más tardía de Pueblo Viejo.
Con fines didácticos el museo ofrece un servicio de guías de las Escuelas de Turismo de Nasca, encargados de acompañar al visitante en las distintas salas y en el parque arqueológico externo.